# Franco Mastantuono
Franco Mastantuono (n. 14 august 2007, Azul⁠(d), Buenos Aires, Argentina) este un fotbalist argentinian, care joacă pe post de mijlocaș sau atacant la River Plate în Primera División Argentina. Pe plan internațional, are prezențe la națională pentru Argentina U17⁠(d), Argentina U20⁠(d) și Argentina.

## Biografie
Născut și crescut în Azul, în provincia Buenos Aires din Argentina, Mastantuono a fost pasionat și de tenis încă din copilărie și a fost jucător de tineret la nivel național, fiind clasat în top 10 la categoria sa de vârstă.

## Cariera

### Primii ani
Mastantuono și-a început cariera de fotbalist la vârsta de trei ani, jucând pentru River de Azul, unde tatăl său era antrenor. În 2017, în timp ce juca pentru River de Azul, a fost invitat de echipa profesionistă River Plate să participe la o probă, dar, în ciuda faptului că i s-a oferit un loc în academie, a refuzat, deoarece familia sa dorea ca el să continue o carieră în tenis. În schimb, a semnat cu Club Cemento la vârsta de unsprezece ani.

### River Plate
Doi ani mai târziu, în 2019, Mastantuono a decis să accepte oferta lui River Plate și s-a transferat la clubul din Buenos Aires, făcând prima sa apariție pentru echipa de tineret în ultimul meci al sezonului 2019, când echipa de tineret a câștigat campionatul respectiv. În anul următor, a fost înregistrat pentru competițiile AFA, dar sezonul său a fost întrerupt datorită pandemiei de COVID-19 din Argentina.
Mastantuono și-a continuat progresul în academia lui River Plate, iar în august 2023 a semnat primul său contract cu clubul – un contract pe doi ani cu o clauză de reziliere de 30 de milioane de euro. În luna următoare, a fost convocat pentru prima dată la antrenamentele primei echipe de către antrenorul Martín Demichelis.
În anul următor, Mastantuono a fost inclus în lotul lui River Plate pentru pregătirile de presezon, fiind convocat alături de alți jucători ai echipei de tineret de către antrenorul Martín Demichelis. Și-a făcut debutul neoficial pentru club într-un meci amical împotriva echipei mexicane Monterrey, înainte de a juca într-un alt amical împotriva lui Pachuca. La sfârșitul lunii ianuarie 2024, a devenit al treilea cel mai tânăr jucător al lui River Plate care a jucat vreodată în competiții oficiale, după Omar Rossi și Mateo Musacchio, când a intrat în joc în repriza a doua în locul lui Facundo Colidio, în remiza 1-1 a lui River cu Argentinos Juniors din Copa de la Liga Profesional.
Mastantuono a marcat primul său gol pentru club într-o victorie cu 3-0 din Copa Argentina împotriva lui Excursionistas pe 8 februarie 2024; după ce a început meciul, a trimis mingea cu o volee pe lângă portarul echipei Excursionistas, Nahuel Cajal, în minutul 68. Astfel, a devenit cel mai tânăr marcator al lui River, depășind recordul deținut de legenda clubului Javier Saviola. După ce s-a impus ca o prezență constantă în prima echipă, apelurile fanilor ca Mastantuono să joace mai mult au fost ignorate de antrenorul Martín Demichelis, fostul fundaș al lui River Plate, Reinaldo Merlo, declarând că, deși și-a demonstrat abilitățile, nu este pregătit să joace în mod regulat. După ce Demichelis a plecat, Marcelo Gallardo a preluat controlul, oferindu-i mai multe minute și făcându-l să apară în mod regulat. În Superclasico, Mastantuono a marcat o lovitură liberă de la 28 de metri, în colțul din stânga sus al porții. Această reușită îl face al doilea cel mai tânăr jucător care marchează într-un Superclasico și cel mai tânăr jucător al echipei River Plate care marchează într-unul.

### Real Madrid
Pe 13 iunie 2025, Real Madrid a anunțat că Mastantuono se va alătura clubului la împlinirea vârstei de 18 ani, pe 14 august, semnând un contract pe șase ani cu Los Blancos. Suma transferului a fost de 45 de milioane de euro, după ce Real Madrid a plătit clauza sa de reziliere.

## Carieră internațională
Născut în Argentina, Mastantuono este de origine italiană și are dublă cetățenie, argentiniană-italiană. A fost convocat pentru prima dată în lotul Argentinei sub-17 ani de către antrenorul Pablo Aimar, pe când avea doar cincisprezece ani. Performanțele sale impresionante cu echipele de tineret ale lui River Plate au atras atenția antrenorului naționalei sub-20 de ani a Argentinei, Javier Mascherano, care l-a chemat la antrenamente la mijlocul anului 2022.
La sfârșitul lunii mai 2025, Mastantuono a primit prima sa convocare la echipa de seniori a Argentinei de la Lionel Scaloni pentru meciurile de calificare la Campionatul Mondial din 2026 împotriva Republicii Chile și Columbiei. Câteva zile mai târziu, pe 5 iunie, și-a făcut debutul internațional înlocuindu-l pe Thiago Almada într-o victorie în deplasare cu 1-0 împotriva Chilei, devenind cel mai tânăr debutant oficial al țării sale, la 17 ani și 296 de zile, depășind recordul anterior deținut de Adolfo Heisinger.

## Palmares
- Supercopa Argentina: 2023[22]